# Shorea teysmanniana
Espèce
Synonymes
- Gordonia acuminata S.Vidal[2]
- Gordonia vidalii Szyszył.[2]

Statut de conservation UICN

 EN A1cd : En danger
Shorea teysmanniana est une espèce de plantes du genre Shorea de la famille des Dipterocarpaceae.